# The Pirate Bay
The Pirate Bay (/ðə paɪɹət beɪ/) est un site web créé en 2003 en Suède, indexant des liens Magnets de fichiers numériques, permettant le partage de fichiers en pair à pair (de manière mutualisée) à l’aide du protocole de communication BitTorrent. Le site se finance par les dons et la publicité, il a été créé dans l’esprit d’une « culture libre ».
Le site web a rapidement été la cible des ayants droit et des majors, qui le considèrent nuisible pour l’industrie culturelle, ainsi que certains États autoritaires qui le voient comme un moyen de contourner la censure. Il s’ensuivit une répression institutionnelle et des blocages du site dans plusieurs pays, dont notamment la France, la Belgique, l’Autriche, l’Espagne, l’Italie, l’Irlande, le Royaume-Uni, le Portugal, le Danemark, la Finlande, l’Inde, la Russie, la Chine et l’Iran, ainsi que des procès en Suède. Le site web The Pirate Bay a été mis hors ligne seulement quelques jours depuis 2003, respectant son slogan de « site BitTorrent le plus résilient de la galaxie ».
En 2003, année de sa création, The Pirate Bay se déclare « le plus grand serveur torrent du web », affirmant recevoir la visite d'un million de visiteurs par jour, et proposant le plus gros tracker BitTorrent au monde.
En mai et juin 2006, le site est régulièrement mentionné dans les journaux, symbolisant la résistance contre les actions des majors d'Hollywood et une certaine réforme des droits d'auteur ; les actions de The Pirate Bay popularisent le Parti pirate.
En avril 2009, les quatre opérateurs du site ont été condamnés à un an de prison et 2,7 millions d’euros d’amende au terme du procès The Pirate Bay. Malgré ce verdict le site web continuera à fonctionner depuis.
En novembre 2009, le site a annoncé la fermeture de son tracker, ne distribuant plus que des liens vers d'autres trackers ou vers des réseaux décentralisés (DHT, etc.).
En février 2012, The Pirate Bay abandonne les fichiers .torrent, le site ne propose dorénavant que le système de liens magnets.
En décembre 2014 à la suite d'une descente de la police suédoise et de la confiscation des serveurs du site, The Pirate Bay est mis hors ligne. Il fera son retour le 31 janvier 2015 en arborant l’emblème du phénix. Le 19 mai 2015, la justice suédoise saisit thepiratebay.se et piratebay.se qui sont pendant un temps entre les mains de l'État. The Pirate Bay dévoile alors six nouveaux noms de domaines qui seront tous rendus inopérants à la suite d'une décision de justice.
En 2017, la Cour de justice de l'Union européenne confirme la légalité des blocages de The Pirate Bay en Europe, elle déclare que « la fourniture et la gestion d’une plateforme de partage en ligne d’œuvres protégées telle que The Pirate Bay peut constituer une violation du droit d’auteur ».
Le site est désormais disponible au domaine .org dans les régions qui ne bloquent pas le nom de domaine (contournable en changeant les serveurs DNS de ses logiciels). Le site est également disponible au domaine .onion en tant que site web caché sur le réseau Tor pour contourner la censure.

## Description

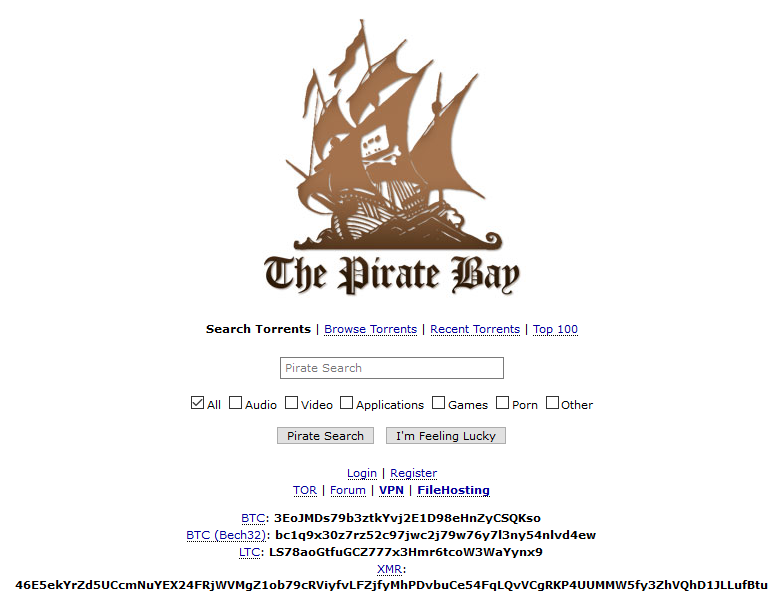
The Pirate Bay en mai 2020

The Pirate Bay est l'un des plus gros sites Web en tant que référenceur de fichiers BitTorrent. Il référence les torrents à l’aide de liens Magnets, il n’héberge pas lui-même les contenus partagés via le réseau torrent. Le site se finance par les dons et la publicité, il a été créé dans l’esprit d’une « culture libre ».
Cette pratique est mal vue dans plusieurs pays car permettre l’accès à l’échange de fichier sans modération facilite l’échange de produits culturels, ce qui serait nuisible et menacerait l’industrie culturelle d’après les majors et ayants droit, car cela réduirait leurs recettes. Cependant, certaines études montrent les bénéfices du téléchargement illégal de contenus sur la popularité de produits culturels. En effet, la consommation de contenus illégaux conduirait, par effet de buzz, à accroître la consommation légale. La série Game of Thrones est un exemple fréquemment cité pour avoir bénéficié de cet effet.
La censure est également une des raisons pour lesquelles des États souhaitent bloquer The Pirate Bay.
Il est recommandé aux utilisateurs du site web de se référer aux lois de leur pays, afin de s’assurer de la légalité de leur démarche.

## Pays bloquant The Pirate Bay
Plusieurs états ont pris la décision pour des raisons de droit d’auteur ou de censure de bloquer l’accès du site web The Pirate Bay à leur pays. Ils obligent pour cela les fournisseurs d’accès à Internet à détourner les requêtes des serveurs DNS demandant l’accès à The Pirate Bay et ne pas y répondre (DNS menteur); cette pratique s'appelle du blocage DNS. Ce qui suffit pour bloquer efficacement un site web, car la majorité de la population n’a pas les connaissances pour configurer les serveurs DNS de ses logiciels,, ou activer l’option DNS over HTTPS de Mozilla Firefox. Certains pays procèdent à des blocages plus avancés, par IP, le site est alors accessible en utilisant un VPN vers un pays ou le site n'est pas bloqué, ou au domaine .onion (voir Liens externes) en tant que site web caché sur le réseau Tor, accessible via le navigateur Tor Browser pour contourner la censure.
Les états bloquant The Pirate Bay sont :
- Arabie saoudite[7] depuis 2014
- Argentine[8],[9] depuis 2014
- Australie[10],[11],[12],[13] depuis 2016
- Autriche[14] depuis 2016
- Belgique[15] depuis 2011
- Chine[16] (sauf Hong Kong et Macao) depuis 2010
- Corée du Nord[17]
- Danemark[18],[19] depuis 2010
- Emirats Arabes Unis[réf. nécessaire]
- Espagne[20] depuis 2015
- Finlande[21],[22] depuis 2011
- France[23],[24],[25] de 2014 à 2015
- Inde[26] depuis 2019
- Iran[17]
- Irlande[27],[28],[29] depuis 2013
- Italie[30],[31],[32],[33] depuis 2010
- Malaisie[34]
- Pays-Bas[35],[36] 2012 - 2014 (levée du blocage)
- Portugal[37],[38] depuis 2014
- Royaume-Uni[39] depuis 2013
- Russie[40]
- Singapour[41] depuis 2016
- Suède[42],[43] depuis 2017
- Turquie[44],[45],[46],[47] pendant un an en 2007 puis depuis 2014

## Dans les médias et la culture populaire
The Pirate Bay est référencé dans :
- Steal This Film est une série de films suédois sorti en 2006 documentant le mouvement contre la propriété intellectuelle.
- TPB AFK : The Pirate Bay Away From Keyboard est un film documentaire suédois sorti en 2013, sur l’histoire des trois fondateur de The Pirate Bay et de leur procès.
- The Playlist, série suédoise produite par Netflix et diffusée en 2022 sur la plateforme. La série retrace le parcours de création de Spotify et notamment l’impact de Pirate Bay sur l’industrie de la musique.

## Chronologie

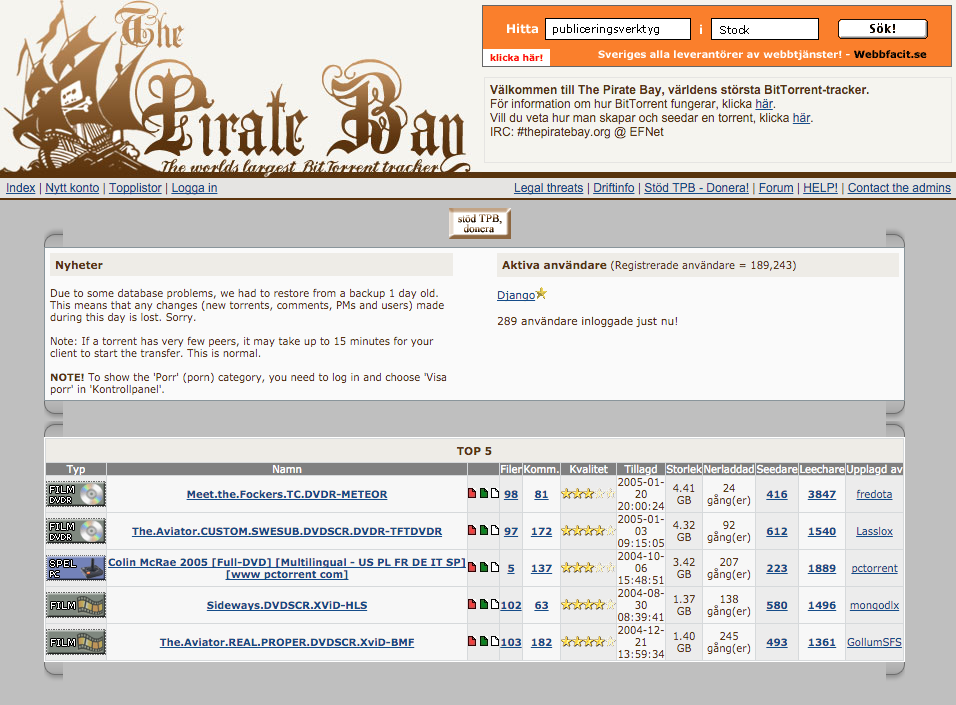
The Pirate Bay en 2004

### 2003
The Pirate Bay a été fondé en Suède en 2003 par Gottfrid Svartholm, Peter Sunde et Fredrik Neij.
En 2003, il s’est déclaré comme « le plus grand serveur torrent du web », affirmant recevoir la visite d'un million de visiteurs par jour, et proposant le plus gros tracker BitTorrent au monde.

### 2006
Le 31 mai, sur ordre du ministère de la Justice suédois, 50 policiers perquisitionnent et saisissent les serveurs du site, ainsi que d'autres serveurs du même hébergeur PRQ, notamment ceux de la Piratbyrån (une organisation indépendante militant pour les droits de partage de fichiers), bloquant l'accès à 300 sites sans lien avec The Pirate Bay. Trois administrateurs du site et de l'hébergeur sont arrêtés et questionnés par la police, puis relâchés dans la soirée.

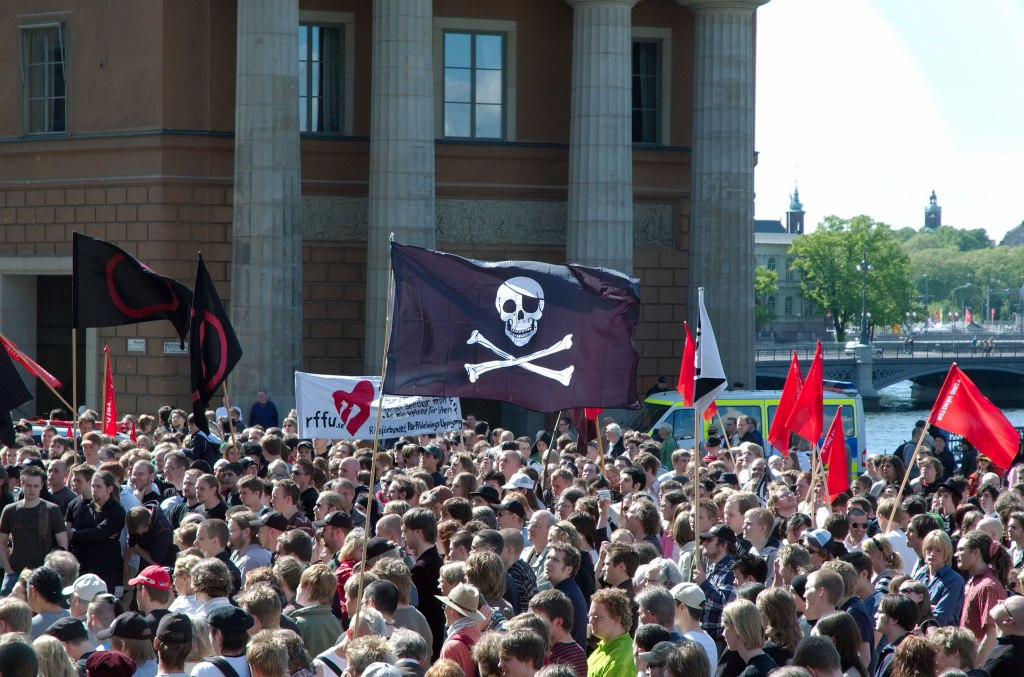
Manifestation de Stockholm contre la saisie des serveurs, le 3 juin 2006.

The Phoenix Bay, le logo temporaire après le retour du site en Suède.

Une chaîne de télévision suédoise diffuse des documents prouvant que la Motion Picture Association est directement intervenue dans cette affaire, en menaçant le gouvernement suédois de sanctions financières à l'encontre de la Suède. L'affaire est allée si loin que le gouvernement a fini par violer la constitution suédoise, laquelle, en vertu du principe de séparation des pouvoirs, interdit au gouvernement de se lancer dans des actions judiciaires,. Elle prend rapidement une dimension politique, le parti du Centre ayant demandé la création d'une commission d'enquête parlementaire à l'encontre des membres du ministère de la justice responsables de la fermeture du site.
Dans le but de poursuivre ses activités, le site rouvre ses serveurs aux Pays-Bas le 2 juin.
En protestation à la saisie, 600 personnes manifestent à l'appel des organisations pro-P2P suédoises dans les rues de Stockholm et de Göteborg. Ce rassemblement est à ce jour l'une des plus grandes manifestations en faveur du P2P.
Un des responsables annonce le 14 juin que les serveurs sont retournés en Suède, mais aucune raison n'a été invoquée par les responsables (il est néanmoins question de pressions du ministère de la Justice néerlandais).

### 2007
En janvier 2007, The Pirate Bay annonce un appel aux dons afin d'acheter l'île de Sealand pour fonder une micronation. Cet achat n'aura finalement pas lieu, le Prince Michael Bates ayant refusé de céder l'île à quelqu'un qui irait contre les lois internationales. Tobias Andersson déclare à la presse suédoise que The Pirate Bay resterait finalement en Suède.
Le site de liens BitTorrent s'en prend désormais aux Oscars. L'équipe du site créé en février 2007 OscarTorrents.com, qui est selon eux « les Oscars comme ils devraient être ». OscarTorrents propose aux internautes de voter dans chacune des catégories : meilleur acteur, meilleur second rôle, meilleur film étranger, meilleur réalisateur.
En juin, The Pirate Bay propose un service d'hébergement d'images sans censure, Bayimg.
Le 21 septembre, The Pirate Bay annonce son intention de poursuivre en justice plusieurs sociétés de l'industrie culturelle à la suite de la publication de communications de l'entreprise MediaDefender. Ces communications, largement diffusées sur Internet, montreraient que MediaDefender aurait agi pour le compte de ces sociétés en tentant de saboter de diverses manières les trackers de The Pirate Bay. Les entreprises poursuivies sont :
- 20th Century Fox Suède ;
- EMI Music Suède ;
- Universal Music Group Suède ;
- Universal Pictures Nordic ;
- Paramount Home Entertainment Suède ;
- Atari Nordic ;
- Activision Nordic Filial jusqu'à Activision Royaume-Uni ;
- Ubisoft Suède ;
- Sony Bmg Music Entertainment Suède ;
- Sony Pictures Entertainment Nordic.

### 2008
Le 31 janvier, un procureur suédois décide de poursuivre les quatre présumés administrateurs du site. Ils encourent 123 000 euros d'amende et un an de prison. Il est reproché à Fredrik Neij, Gottfrid Svartholm, Peter Kolmisoppi et Carl Lundström d'avoir permis la copie d'une vingtaine d'albums de musique, de films et jeux vidéo.
Le 12 août, The Pirate Bay connaît un nouveau coup dur et ce en Italie : le procureur Giancarlo Mancusi ordonne le blocage du nom de domaine ainsi que celui des adresses IP utilisées par le site internet. The Pirate Bay réagit immédiatement, notamment en modifiant ses adresses IP.

### 2009
Le procès s'ouvre contre The Pirate Bay le 16 février, pour se terminer le 4 mars. Au cours du procès, un avocat de la défense utilise la défense King Kong. Elle consiste à dire que selon la procédure légale, les accusations doivent être portées contre un individu et il doit y avoir un lien étroit entre celui qui a perpétré un crime et ceux qui l'ont aidé. En l'espèce, selon l'avocat, ce lien n'avait pas été prouvé, et afin d'étayer sa démonstration, il prend l'exemple réel d'un internaute téléchargeant depuis le Cambodge et utilisant le pseudonyme de « King Kong » : le procureur doit, selon l'avocat, démontrer que l'accusé « a personnellement interagi avec l'utilisateur King Kong », a-t-il argumenté avant d'ajouter : « Est-ce que Carl Lundström a encouragé King Kong à commettre un crime dans la jungle du Cambodge ? ».
Dès le 9 avril, Facebook fait bloquer tous les liens renvoyant vers des torrents du site.
Le 16 avril, les trois fondateurs du site (Peter Sunde, Fredrik Neij et Gottfrid Svartholm) et un quatrième prévenu (Carl Lundström) sont condamnés à un an de prison ferme et à verser 30 millions de couronnes (2,7 millions d'euros) de dommages et intérêts à l'industrie du disque, du cinéma et du jeu vidéo, qui réclamaient 117 millions de couronnes au titre du manque à gagner entraîné par les téléchargements,. Les prévenus font appel et le site continue de fonctionner ; fin août 2009, l'administration suédoise déclare que les accusés sont insolvables.
Le 23 avril, la radio suédoise Sveriges Radio révèle que le juge du procès, Tomas Norström, est membre de certaines organisations de protection des droits d'auteur. Il se défend en déclarant que « son point de vue n'a pas été influencé par son investissement auprès des groupes de protection des droits d'auteur ». Le 25 juin 2009, la cour d'appel chargée d'examiner la demande d'annulation du procès rejette la demande des requérants si bien que les quatre condamnés décident de porter l'affaire devant la Cour européenne des droits de l'homme pour « violation des droits de l'homme ».
Le 30 juin, la firme de logiciels suédoise Global Gaming Factory X AB annonce le rachat du site internet The Pirate Bay et donc de son nom de domaine, pour la somme de 7,8 millions de dollars (5,5 millions d'euros), ; quelques jours plus tard, des soupçons d'un délit d'initié apparaissent, le cours de l'action est suspendu le 21 août 2009.
Le 3 août, à la suite des difficultés juridiques et commerciales de ces épisodes, Peter Sunde, porte parole de The Pirate Bay, démissionne de son poste.
Le 24 août, le tribunal chargé du procès ordonne au fournisseur de bande passante de rendre le site inaccessible. Le site est à nouveau en marche après trois heures de coupure mais ne tiendra pas la charge et sera finalement à nouveau inaccessible en fin de journée.
Le 2 octobre, Google retire de son index plusieurs pages du site, dont la page d'accueil à la suite d'une plainte DMCA. La situation est rétablie en quelques heures[réf. obsolète].
Le 7 octobre, le site annonce s'être installé aux Pays-Bas, dans un abri antiatomique des années 1950 ayant appartenu à l'OTAN.
Le 17 novembre, le site annonce la fermeture de son tracker et remplace temporairement son logo par un aimant géant. Ainsi, le site limite les risques juridiques en distribuant uniquement des torrents décentralisés ou par d'autres trackers libres (openbittorrent, publicbt…). Le réseau DHT+PEX sera désormais utilisé pour trouver des sources.

### 2010
Depuis le 18 mai, l'hébergement s'effectue de nouveau en Suède. C'est le Parti pirate qui assure la livraison de bande passante. Afin de marquer la transition, The Pirate Bay remplace temporairement son logo par un chat qui sourit, analogie avec le jeu du chat et de la souris auquel se livrent les associations commerciales pour l'application d'un droit d'auteur restrictif avec le site depuis plusieurs années.
Le 7 juillet, le site KrebsOnSecurity annonce que The Pirate Bay s'est fait pirater sa base de données par un groupe de pirates argentins mené par « Ch Russo ». Ce groupe se serait servi d'une méthode simple pour y arriver : l'injection SQL. Les pirates ont ainsi eu accès aux données personnelles de plus de 4 millions d'utilisateurs, ainsi qu'aux empreintes MD5 des mots de passe des principaux administrateurs et modérateurs du site. « Ch Russo » a annoncé au site KrebsOnSecurity qu'ils étaient bien conscients de la valeur marchande de ces données, principalement pour les groupes anti-piratage comme la RIAA et la MPAA, mais qu'ils ne comptaient pas les vendre. Bien au contraire, cette manœuvre n'avait pour but que de démontrer au site qu'il existait des failles dans leur sécurité. En effet, Ch Russo est le créateur d'Impassioned Framework, un logiciel de sécurité.
Le 26 novembre, la cour d'appel suédoise condamne les trois fondateurs, Peter Sunde, Fredrik Neij et Carl Lundström à des peines de prison réduites (par rapport à la condamnation en première instance) allant de 4 à 10 mois. Les montants des dommages et intérêts sont eux revus à la hausse avec un total de 46 millions de couronnes (5 millions d'euros).

### 2011
En octobre 2011, une plainte déposée par la Belgian Anti-piracy Federation (nl) aboutit à un blocage des accès du site aux abonnés des deux principaux fournisseurs d’accès en Belgique. En réponse, The Pirate Bay lance un nouveau domaine, Depiraatbaai.be, qui n’était pas à l'origine visé par la décision de justice, mais est dorénavant bloqué à son tour.

### 2012
Le 29 février, The Pirate Bay abandonne les fichiers .torrent, le site ne proposant dorénavant que le système de liens magnets :

« Les liens Magnet, remplaçant désormais les fichiers .torrent, pointent eux directement vers le réseau BitTorrent et non vers l'annuaire. Une fois un lien ouvert, le logiciel de téléchargement se charge seul de récupérer la liste des personnes connectées sur le réseau diposant des fichiers souhaités, sans passer par le site. »

Par ce biais, « L'équipe avance également qu'il est bien plus difficile de déterminer si l'utilisateur récupère du contenu, les données n'étant plus centralisées sur un même serveur mais uniquement partagées entre les utilisateurs ». Un ultime remaniement a déjà été effectué, par le transfert du site Thepiratebay.org vers Thepiratebay.se et ce afin d’éviter de s’attirer les foudres de la justice, notamment américaine.
Le 9 mars, d’après le site Clubic, à la suite de l'abandon du protocole torrent, la consommation en bande passante du site aurait diminué de près de 30 %.
Le 26 mars, la messagerie instantanée Windows Live Messenger fait bloquer tous les liens pointant vers The Pirate Bay. Depuis, le blocage a été levé par Microsoft.
Le 30 avril, la justice britannique ordonne le blocage de The Pirate Bay à cinq fournisseurs d'accès internet.
Le 16 mai, The Pirate Bay est victime d'une attaque par déni de service.
En mai 2012, les six principaux fournisseurs d’accès en Angleterre sont contraints de bloquer les accès au site à leurs abonnés, à la suite d'une décision de la Haute Cour de justice de Londres, face à une plainte des représentants de l’industrie musicale britannique. Peu après, le Département des télécommunications indien fait bloquer plusieurs sites de diffusion de contenu ou de liens vers des fichiers BitTorrent, dont The Pirate Bay.
Le 31 août, Gottfrid Svartholm Warg, un des cofondateurs du site, est arrêté à Phnom Penh pour une « infraction relative à la technologie informatique » à la demande des autorités suédoises. Il avait été condamné en 2009 à un an de prison mais ne s'était pas rendu aux autorités.
Le 13 novembre, The Pirate Bay est à nouveau victime d'une attaque par déni de service.

### 2013

Logo du film TPB AFK: The Pirate Bay Away From Keyboard.

En janvier 2013, le site annonce la diffusion simultanée en ligne gratuite et payante de TPB AFK: The Pirate Bay Away From Keyboard, un documentaire. Cette diffusion a lieu le 8 février. Il est diffusé en France sur Arte le 2 avril 2013.
Le 9 avril, The Pirate Bay change à nouveau de nom de domaine avec thepiratebay.gl, passant ainsi sous la juridiction du Groenland. Le 11 avril 2013, seulement 48 heures après son changement de nom de domaine, Tele Groenland, qui gère le domaine de ce territoire, ferme le nom de domaine thepiratebay.gl.
Le 2 mai, le site déplace ses adresses sur l’île de Saint-Martin thepiratebay.sx.
À l'occasion du dixième anniversaire du site, The Pirate Bay lance le 10 août PirateBrowser, un navigateur Web dont l'interface se base sur Mozilla Firefox et fonctionnant sur le réseau Tor. Il est équipé du plugin FoxyProxy, qui masque la position géographique de l'utilisateur afin d'éviter les restrictions géographiques appliquées par certains sites. Il permet de contourner la censure mise en place par certains pays sur The Pirate Bay et d'autres sites internet de pair-à-pair. Cependant il ne permet pas de naviguer de manière anonyme,. Le logiciel a été téléchargé plus de 100 000 fois en trois jours,.
En septembre 2013, Gottfrid Svartholm est condamné en appel à un an de prison, en étant reconnu à nouveau coupable de « piratage, fraude aggravée et tentative de fraude aggravée » par la cour d'appel de Svea, à Stockholm.
Début décembre 2013, le nom de domaine thepiratebay.sx hébergé sur l’île Saint-Martin est saisi sous la pression du BREIN. The Pirate Bay adopte un nouveau nom de domaine, thepiratebay.ac, qui dépend de la législation britannique, en attendant de pouvoir bouger à nouveau vers un domaine péruvien (thepiratebay.pe),, puis guyanien (thepiratebay.gy) quelques jours après, avant un retour sur le domaine suédois (thepiratebay.se) quelques heures après.

### 2014
Le 4 décembre 2014, le Tribunal de grande instance de Paris ordonne le blocage du site par les fournisseurs d'accès à internet français. Dans la foulée, Google décide de retirer de son Play Store les applications Android permettant l'accès à The Pirate Bay. Le blocage intervient le 6 février 2015 chez les principaux FAI français, Free a d'ores et déjà bloqué le site,.
Le 9 décembre, la police suédoise mène une opération à Stockholm pour saisir les serveurs hébergeant le site, aboutissant à sa mise hors-ligne. Le cofondateur et ancien administrateur Peter Sunde évoque sur son blog la possible fin du site, qu’il estime être une bonne chose au vu de l’évolution ayant suivi le changement managérial,. Depuis, plusieurs anciens sites miroirs surfent sur la notoriété du site en se présentant comme des résurgences, se basant sur des archives plus ou moins récentes, ou allant parfois même jusqu’à proposer du nouveau contenu vérolé pour piéger les internautes, comme thepiratebay.cr. Le site isoHunt a lancé une page commémorative fonctionnelle sous le nom de domaine oldpiratebay.org.
Le cofondateur de The Pirate Bay, Peter Sunde déclare « En prison, vous devenez mort cérébral ».

### 2015
Gottfrid Svartholm (aussi connu sous le pseudonyme Anakata) l’un des fondateurs de The Pirate Bay, est libéré de prison en septembre, trois ans après son arrestation au Cambodge.
Après une première annonce de réouverture pour le 1er janvier en partenariat avec isoHunt sur un nom de domaine différent, un compte à rebours fait son apparition mi-janvier sur thepiratebay.se semblant indiquer un retour pour le 1er février.
Le 31 janvier, le site est de nouveau pleinement accessible, avec pour seule modification le logo sur la page d'accueil : le bateau pirate historique laisse la place à un phénix.
Le 28 décembre, le site perd quatre extensions de domaine de premier niveau : (.gd) (.vg), (.mn) (.la) qui s'ajoute à la perte de deux autres suffixes (.am) (.gs) précédemment neutralisés. Cependant les adresses (.se) et (.org) demeurent accessibles,.

### 2016
Le 7 janvier, le site active une nouvelle extension : .ms (Territoire d'outre-mer du Royaume-Uni).
Le 25 avril, jour de la diffusion du premier épisode de la sixième saison de Game of Thrones, la régie publicitaire de TPB est victime d'un détournement, amorçant chez les internautes le téléchargement d'un Rançongiciel.

### 2017
Mi-septembre, les administrateurs du site ont déployé un script informatique permettant le minage d'une cryptomonnaie : Monero, via Coinhive. Selon les responsables, cela leur permet de tester une nouvelle source de revenus et ce afin d’en finir avec les publicités intrusives de type « pop-up ». Pour miner cette monnaie, les sites recourant à cette méthode utilisent les ressources des ordinateurs des internautes.
La Cour de justice de l'Union européenne confirme la légalité des blocages de The Pirate Bay, elle déclare que « la fourniture et la gestion d’une plateforme de partage en ligne d’œuvres protégées telle que The Pirate Bay peut constituer une violation du droit d’auteur »,.

### 2018
Le moteur de recherche Google refuse d'effacer la page d'accueil de The Pirate Bay de son index, avançant le fait que celui-ci ne commet pas d'infraction.
Le 25 août, le site fête ses 15 ans.

### 2021
Le site lance sa propre cryptomonnaie en mai 2021 baptisé The Pirate Token, moins d'un mois plus tard l'équipe jette l'éponge le cours de l'indice chutant de près de 80% de sa valeur globale.

### 2022
La Commission européenne inclut le site dans sa mise à jour de liste de surveillance contre la contrefaçon et le piratage, et ce pour la deuxième année consécutive.